# Crustulina hermonensis
Crustulina hermonensis là một loài nhện trong họ Theridiidae.
Loài này thuộc chi Crustulina. Crustulina hermonensis được miêu tả năm 1979 bởi Levy & Amitai.